# Miguel Mora
Miguel Mora Morales est un footballeur espagnol né le 3 juin 1974 à Barcelone. Il évolue au poste de gardien de but.

## Biographie
Miguel Mora est formé au FC Barcelone.
Il ne fait cependant aucune apparition avec l'équipe première de Barcelone, et se voit contraint de jouer dans des clubs qui évoluent en 3e ou 4e division espagnole.
Lors de l'année 1998, sa carrière prend enfin son envol. Le joueur a en effet l'opportunité de découvrir la deuxième division espagnole avec le club de l'UE Lleida.
Lors de l'année 2001, Miguel s'expatrie au Portugal, et signe en faveur du CF União, club basé à Funchal sur l'archipel de Madère.
En 2003, il s'engage en faveur du Rio Ave. Avec ce club, il découvre la Liga Sagres (Première division portugaise).
À l'issue de la saison 2009-2010, Miguel Mora possède à son actif un total de 96 matchs en 1re division portugaise.

## Carrière
- 1998-2001 : UE Lleida  Espagne
- 2001-2003 : CF União  Portugal
- 2003-2010 : Rio Ave  Portugal[1],[2]

## Statistiques
À l'issue de la saison 2009-2010
- 96 matchs en 1re division portugaise
- 65 matchs en 2e division portugaise
- 36 matchs en 3e division portugaise
- 33 matchs en 2e division espagnole